# Prîhodkivka, Bilokurakîne
Prîhodkivka (în ucraineană Приходьківка) este un sat în comuna Oleksandropil din raionul Bilokurakîne, regiunea Luhansk, Ucraina.

## Demografie
Componența lingvistică a localității Prîhodkivka
     Ucraineană (93,75%)
     Rusă (6,25%)
Conform recensământului din 2001, majoritatea populației localității Prîhodkivka era vorbitoare de ucraineană (93,75%), existând în minoritate și vorbitori de rusă (6,25%).